# O Livro das Palavras
The Book of the Words, em português, O Livro das Palavras, é um léxico maçônico escrito e publicado por Albert Pike, em 1877-78 nos Estados Unidos. 
Inspirado pelo Léxico da Maçonaria de Albert Mackey, que em sua edição de 1869 apresenta a evidente dedicatória, o livro dispõe de forma  semelhante, as raízes etimológicas das palavras mais significativas para o Rito Escocês Antigo e Aceito, rito pelo qual tornou-se relevante na Maçonaria.
Originalmente, o livro foi impresso em uma edição limitada tendo sido distribuída apenas aos participantes do Supremo Conselho da Casa do Templo em Washington, DC em 1870, sendo posteriormente reeditado e publicado de forma mais ampla, entre os anos de 1877 e 1878 que é a edição que conhecemos. Sua última reimpressão ocorreu em 1999 pela Scottish Rite Research Society (Sociedade de Pesquisa do Rito Escocês).
Pode-se dizer também, que O Livro das Palavras é complementar ao Moral e Dogma, por revisitar certas particularidades do Rito Escocês como sua estrutura de graus e rituais precedentes à sua reformulação empregada por Pike. Certas provocações sobre a corruptibilidade da tradição ao longo dos tempos, mostram também como ele observou a necessidade de manutenção do rito e seus rituais.
Mais do que um simples dicionário, a obra explica as origens das mais diversas palavras estrangeiras e sua estrutura em multi-idioma, explora o Hebraico, Fenício, Samaritano, Grego, Latim e Sânscrito.
Entre paráfrases e extrações, são dados a conhecer suas referências docentes e literárias como Albert Mackey, Elias Ashmole, Robert Bunsen, Selig Newman e Wilhelm Gesenius.

No prefácio da edição de 1878 Albert Pike cita uma alusão de Bunsen:
| “ | A pesquisa etimológica e a comparação de palavras em diferentes idiomas, aparecem, na história do intelecto humano, não muito diferentes da navegação dos antigos entre Scylla e Charybdis. Nada, a não ser a resolução de Ulisses, como prender-se ao mastro e tapar os ouvidos, pode impedir que nos deixemos levar pela canção sincrética da semelhança de sons e de uma combinação ilusória de imagens. Quem cede a esta sedução está perdido e, certamente, mais cedo ou mais tarde, afundará a sua embarcação nos rochedos do absurdo. | ” |

Embora o livro possua reflexões acerca da relevância das palavras para os graus 1º ao 32º, a linguagem arcana habitualmente utilizada está novamente empregada, por motivos óbvios.

Em 2024, foi lançada a versão brasileira da obra, traduzida para a língua portuguesa por Samuel Benedicto.